# National Center for Supercomputing Applications

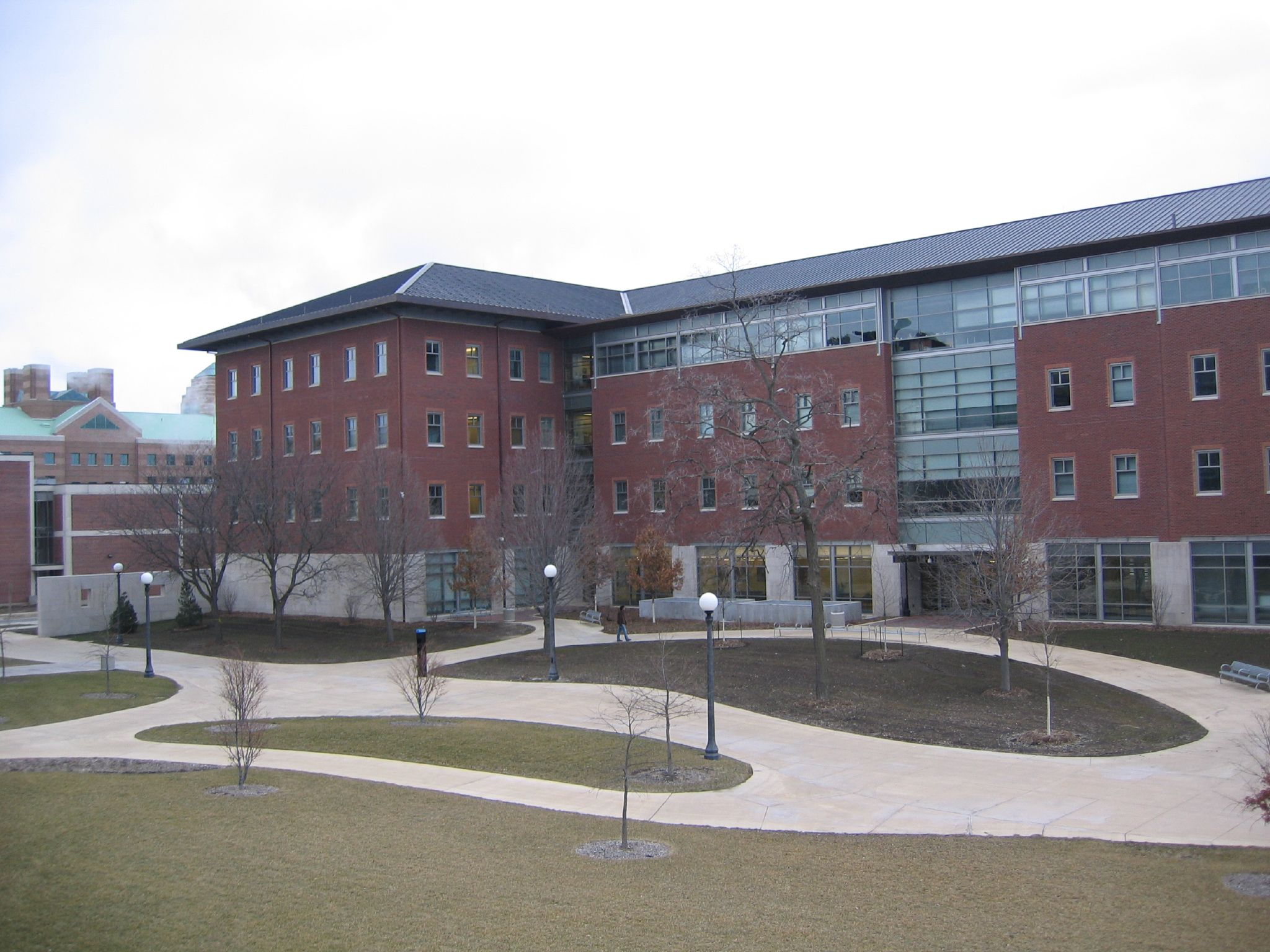
Gebäude des NCSA

Das National Center for Supercomputing Applications (NCSA) ist eine bundesstaatliche Partnerschaft zur Entwicklung und Bereitstellung einer landesweiten Computerinfrastruktur, die Forschung, Wissenschaft und Technik in den Vereinigten Staaten vorantreibt. Das NCSA ist eine Einheit der University of Illinois at Urbana-Champaign, und stellt Forschern im ganzen Land Hochleistungsrechnerressourcen zur Verfügung. Unterstützung für das NCSA kommt von der National Science Foundation (NSF), dem Bundesstaat Illinois, der University of Illinois, Wirtschafts- und Industriepartnern sowie anderen Bundesbehörden.
Das NCSA bietet modernste Computer-, Datenspeicher- und Visualisierungsressourcen. Die NCSA-Rechen- und Datenumgebung implementiert eine Multi-Architektur-Hardwarestrategie und setzt sowohl Cluster als auch Shared-Memory-Systeme ein, um High-End-Benutzer und Communitys auf den Architekturen zu unterstützen, die ihren Anforderungen am besten entsprechen. Rund 1.400 Wissenschaftler, Ingenieure und Studenten nutzten jene Computer- und Datensysteme, um die Forschung in mehr als 830 Projekten zu unterstützen.
Das NCSA wird von Bill Gropp geleitet.

## Geschichte
Das National Center for Supercomputing Applications ist eines der fünf ursprünglichen Zentren im Supercomputer Centers Program der National Science Foundation. Die Idee für das NCSA und die vier anderen Supercomputerzentren entstand aus der Frustration ihres Gründers Larry Smarr, der 1982 einen einflussreichen Artikel mit dem Titel The Supercomputer Famine in American Universities schrieb, nachdem er im Sommer nach Europa reisen musste, um Zugang zu Supercomputern zu erhalten und seine Forschung durchzuführen.
Deshalb hat er einen Vorschlag geschrieben, um den zukünftigen Bedürfnissen der wissenschaftlichen Forschung gerecht werden zu können. Sieben weitere Professoren der University of Illinois traten als Co-Hauptforscher bei, und viele andere lieferten Beschreibungen darüber, was erreicht werden könnte, wenn der Vorschlag angenommen würde. Bekannt als „Black Proposal“ (nach der Farbe seines Umschlags), wurde es 1983 der NSF vorgelegt. Es erfüllte den Auftrag der NSF und sein Inhalt sorgte sofort für Aufsehen. Die NSF verfügte jedoch über keine Organisation, die ihn unterstützen konnte, und der Vorschlag selbst enthielt keinen klar definierten Rahmen für seine Umsetzung.
Die NSF richtete 1984 ein Office of Scientific Computing ein und kündigte mit starker Unterstützung des Kongresses einen nationalen Wettbewerb an, der eine Reihe von Supercomputerzentren wie das im „Black Proposal“ beschriebene finanzieren sollte. Das Ergebnis war, dass vier Supercomputerzentren gechartert wurden (Cornell, Illinois, Princeton und San Diego), und später ein fünftes (Pittsburgh) hinzukam.
Der „Black Proposal“ wurde 1985 genehmigt und markierte die Gründung des NCSA mit einer Finanzierung in Höhe von 42.751.000 US-Dollar vom 1. Januar 1985 bis zum 31. Dezember 1989. Dies war auch insofern bemerkenswert, als die Maßnahme der NSF, einen unaufgeforderten Vorschlag zu genehmigen, beispiellos war. Das NCSA wurde im Januar 1986 eröffnet.
Im Jahr 2007 erhielt das NCSA von der National Science Foundation ein Stipendium für den Bau von „Blue Waters“, einem Supercomputer, der Billiarden Berechnungen pro Sekunde durchführen kann, ein Leistungsniveau, das als „Petascale“ bekannt ist.

### „Black Proposal“
Der „Black Proposal“ war ein kurzer, zehnseitiger Vorschlag zur Schaffung eines Supercomputing-Zentrums, der schließlich zu einer Finanzierung der National Science Foundation (NSF) für die Einrichtung von Supercomputing-Zentren führte, darunter das National Center for Supercomputing Applications (NCSA) an der University of Illinois. In diesem Sinne kann eine bedeutende Rolle der US-Regierung bei der Finanzierung des Zentrums und des ersten weit verbreiteten Webbrowsers („Mosaic“ vom NCSA) nicht ausgeschlossen werden.
Der „Black Proposal“ beschrieb die Einschränkungen jeder wissenschaftlichen Forschung, die Computerfähigkeiten erforderte, und er beschrieb eine zukünftige Welt produktiver wissenschaftlicher Zusammenarbeit, die sich auf den universellen Computerzugang konzentriert, und in der es keine technischen Einschränkungen für die wissenschaftliche Forschung geben würde. Bezeichnenderweise drückte er eine klare Vision aus, wie man von der Gegenwart in die Zukunft gelangen kann. Der Vorschlag trug den Titel A Center for Scientific and Engineering Supercomputing und war zehn Seiten lang.
Die Vision des Vorschlags für die Computerzukunft war damals ungewöhnlich oder nicht vorhanden, doch Elemente davon sind heute alltäglich, wie z. B. Visualisierung, Workstations, Hochgeschwindigkeits-Datenverarbeitung, Datenspeicherung, Softwareentwicklung und enge Zusammenarbeit mit multidisziplinären Akteuren der Benutzergemeinschaft.
Die heutigen Leser des „Black Proposal“ gewinnen möglicherweise Einblick in eine Welt, die nicht mehr existiert. Heutige Computer sind einfach zu bedienen und das Internet ist allgegenwärtig. Mitarbeiter in High-Tech-Unternehmen erhalten Supercomputer-Konten. Computer sind überall verfügbar und können von fast jedem jeden Alters und für fast alles verwendet werden.
Als der Vorschlag verfasst wurde, standen Computer fast niemandem zur Verfügung. Für Wissenschaftler, die für ihre Forschung Computer benötigten, war der Zugang, wenn überhaupt, schwierig. Die Auswirkungen auf die Forschung waren lähmend. Die Lektüre von Veröffentlichungen aus dieser Zeit gibt keinen Hinweis darauf, dass Wissenschaftler gezwungen waren, sich mit den geheimnisvollen technischen Details aller ihnen zur Verfügung stehenden Computereinrichtungen vertraut zu machen, was eine zeitraubende Einschränkung ihrer Forschung und eine überaus mühsame Ablenkung von ihren beruflichen Interessen bedeutete.
Die Umsetzung des „Black Proposal“ spielte eine wichtige Rolle bei der Gestaltung der heutigen Computertechnologie und hatte tiefgreifende Auswirkungen auf die Forschung (sowohl wissenschaftliche als auch andere). Die Beschreibung des Vorschlags über den Spitzenstand der wissenschaftlichen Forschung mag ernüchternd sein, und die Einschränkungen bei der Computernutzung an großen Universitäten mögen überraschend sein. Eine umfassende Liste der Supercomputer der Welt zeigt die besten Ressourcen, die damals verfügbar waren. Die Kernaussage des Vorschlags mag heute offensichtlich erscheinen, war damals aber neu.
Die National Science Foundation kündigte 1985 die Finanzierung der Supercomputerzentren an. Der erste Supercomputer des NCSA ging im Januar 1986 in Betrieb.
Das NCSA erlangte mit der Veröffentlichung von NCSA Telnet im Jahr 1986 schnell die Aufmerksamkeit der weltweiten wissenschaftlichen Gemeinschaft. Es folgten eine Reihe weiterer Tools, und wie NCSA Telnet wurden sie alle kostenlos für jedermann verfügbar gemacht. Im Jahr 1993 veröffentlichte das NCSA den Webbrowser „Mosaic“, den ersten grafischen Webbrowser, der eine wichtige Rolle bei der Ausweitung des Wachstums des World Wide Web spielte. „Mosaic“ wurde von Marc Andreessen und Eric Bina geschrieben, die später den Netscape-Webbrowser entwickelten. „Mosaic“ wurde später bei Spyglass lizenziert, was die Grundlage für den Internet Explorer bildete. Die Server-Ergänzung hieß NCSA HTTPd und wurde später als Apache HTTP Server bekannt.
Weitere bemerkenswerte Beiträge des NCSA waren die Simulationen Schwarzer Löcher zur Unterstützung der Entwicklung von LIGO im Jahr 1992, die Verfolgung des Kometen Hale-Bopp im Jahr 1997, die Schaffung eines PlayStation-2-Clusters im Jahr 2003 sowie die Überwachung der COVID-19-Pandemie und der Entstehung eines COVID-19-Impfstoffs.

## Einrichtungen
Ursprünglich befanden sich die Verwaltungsbüros des National Centers for Supercomputing Applications im Water Resources Building, und die Mitarbeiter waren über den gesamten Campus verteilt. Das NCSA hat heute seinen Hauptsitz in einem eigenen Gebäude direkt nördlich des Thomas M. Siebel Center for Computer Science auf dem Gelände des ehemaligen Baseballfeldes Illini Field. Die Supercomputer des NCSA befinden sich in der National Petascale Computing Facility.

## Filme und Visualisierungen
Die Visualisierungsabteilung des National Centers for Supercomputing Applications ist international bekannt. Donna Cox, Leiterin des Advanced Visualization Laboratory am NCSA und Professorin an der School of Art and Design der University of Illinois at Urbana-Champaign, und ihr Team erstellten Visualisierungen für den Oscar-nominierten IMAX-Film Cosmic Voyage, den PBS-NOVA-Episoden Hunt for the Supertwister und Runaway Universe sowie Dokumentationen des Discovery Channels und Beiträge für CNN und NBC Nightly News. Cox und das NCSA arbeiteten mit dem American Museum of Natural History zusammen, um hochauflösende Visualisierungen für die Millennium-Show 2000 des Hayden Planetariums Passport to the Universe und für The Search for Life: Are We Alone? zu erstellen. Sie produzierte Visualisierungen für Haydens Big Bang Theatre und arbeitete mit dem Denver Museum of Nature and Science zusammen, um hochauflösende datengesteuerte Visualisierungen von Terabytes wissenschaftlicher Daten für Black Holes: The Other Side of Infinity, ein digitales Kernprogramm über Schwarze Löcher.

## Private Geschäftspartner
Bei seinem Start im Jahr 1986 hieß das NCSA-Programm „Industrial Partners“. Durch die Zusammenarbeit mit großen Unternehmen stellte das NCSA sicher, dass sein Fachwissen und seine neuen Technologien für große Herausforderungen außerhalb der akademischen Welt relevant waren, sobald diese Herausforderungen auftraten. Geschäftspartner hatten keine Kontrolle über die Forschung oder die Verwendung ihrer Ergebnisse, waren aber in einer guten Position, frühzeitig von den Vorteilen der Forschung zu profitieren. Dieses Programm heißt jetzt NCSA Industry.